# Skulpturenpark Kaptensgården

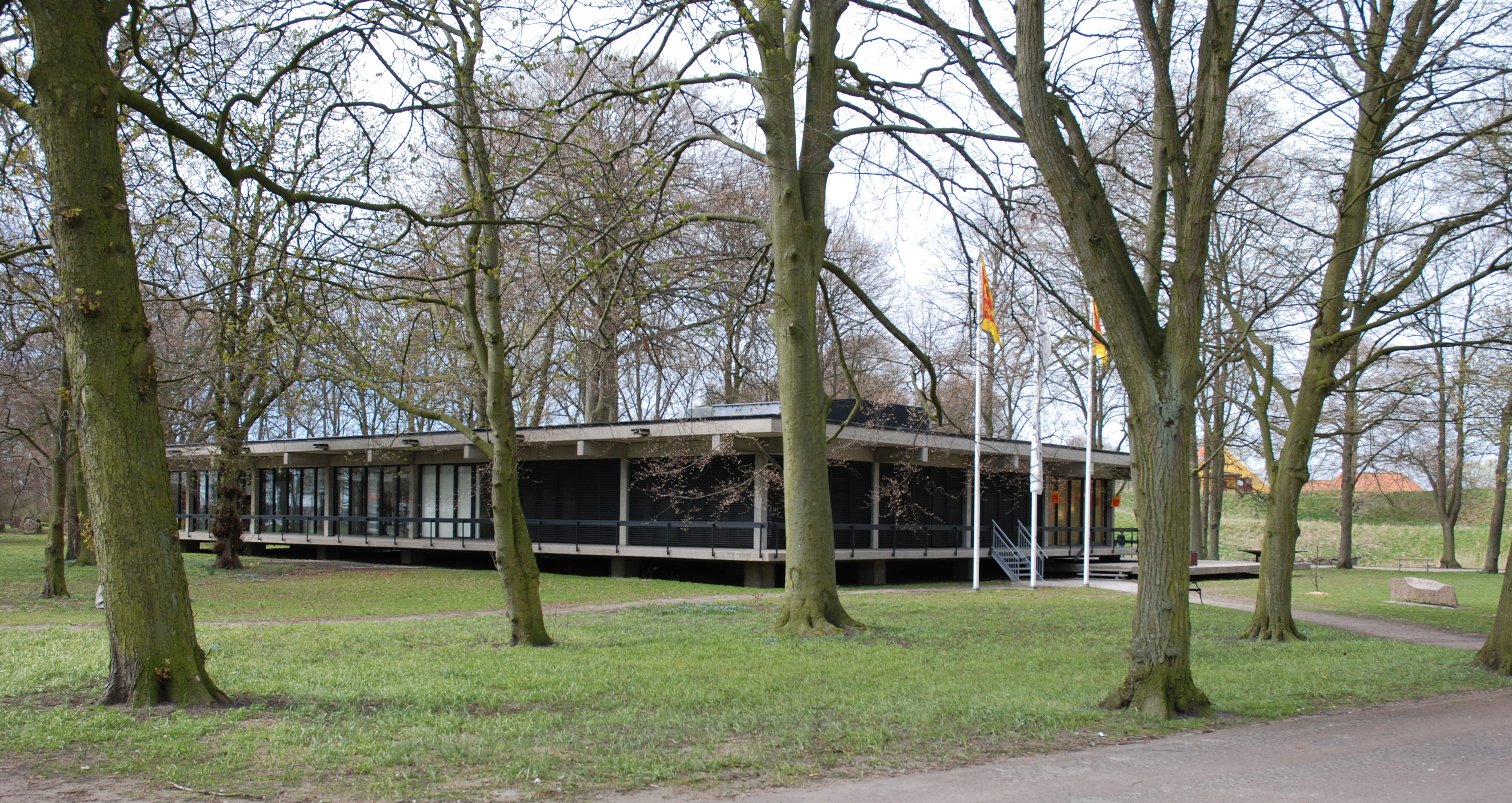
Landskrona konsthall

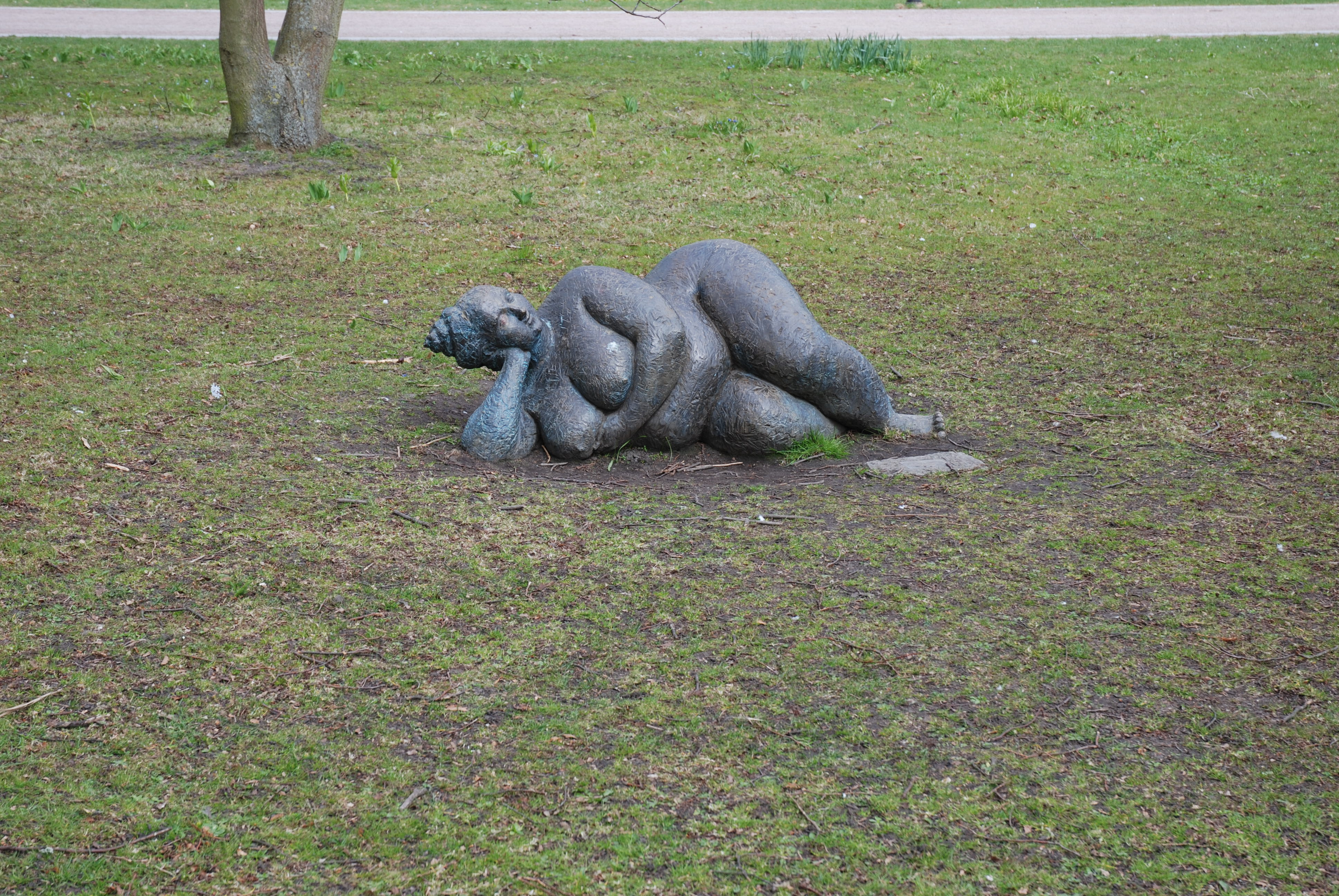
Venus von Lena Lervik

Der Skulpturpark Kaptensgården (deutsch: Skulpturenpark Kapitänsgarten) ist der Skulpturenpark der Kunsthalle Landskrona, ein Museum für Zeitgenössische Kunst, die sich am Slottsgatan im schwedischen Landskrona befindet.

## Entstehung
Die Kunsthalle wurde 1963 als Ausstellungsraum eröffnet und der Skulpturenpark im Mai 1998 eingeweiht. Erste Initiativen für den Skulpturengarten gab es bereits seit 1991 durch schwedische Bildhauer. Die Sammlung umfasst 20 Kunstwerke von 19 Bildhauern, die durch Schenkungen und Leihgaben zustande gekommen ist. Sie zeigt Bildhauerarbeiten von
- Lena Cedergren
- Kaj Engström
- Claes Hake
- Bertil Herlow Svensson
- Acke Hydén
- Britt Ingnell
- Jan January Janczak
- Hiroshi Koyama
- Lone Larsen
- Lena Lervik
- Marie Lindström (zwei Werke)
- Staffan Nihlén
- Bie Norling
- Pål Svensson
- Christian von Sydow
- Ulla Viotti
- Annika Wide

und anderen.

## Fotogalerie

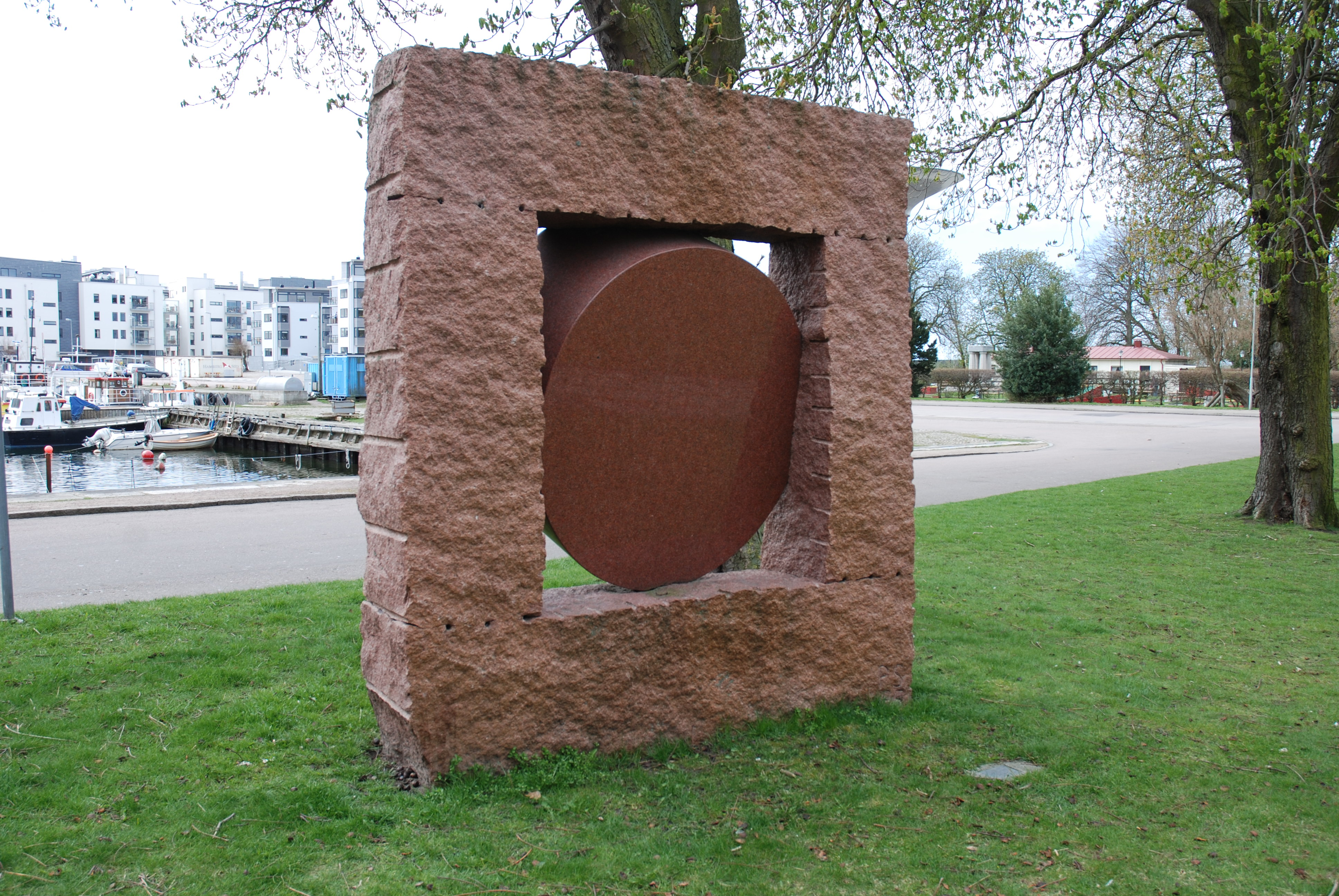
Vattenhjul von Pål Svensson
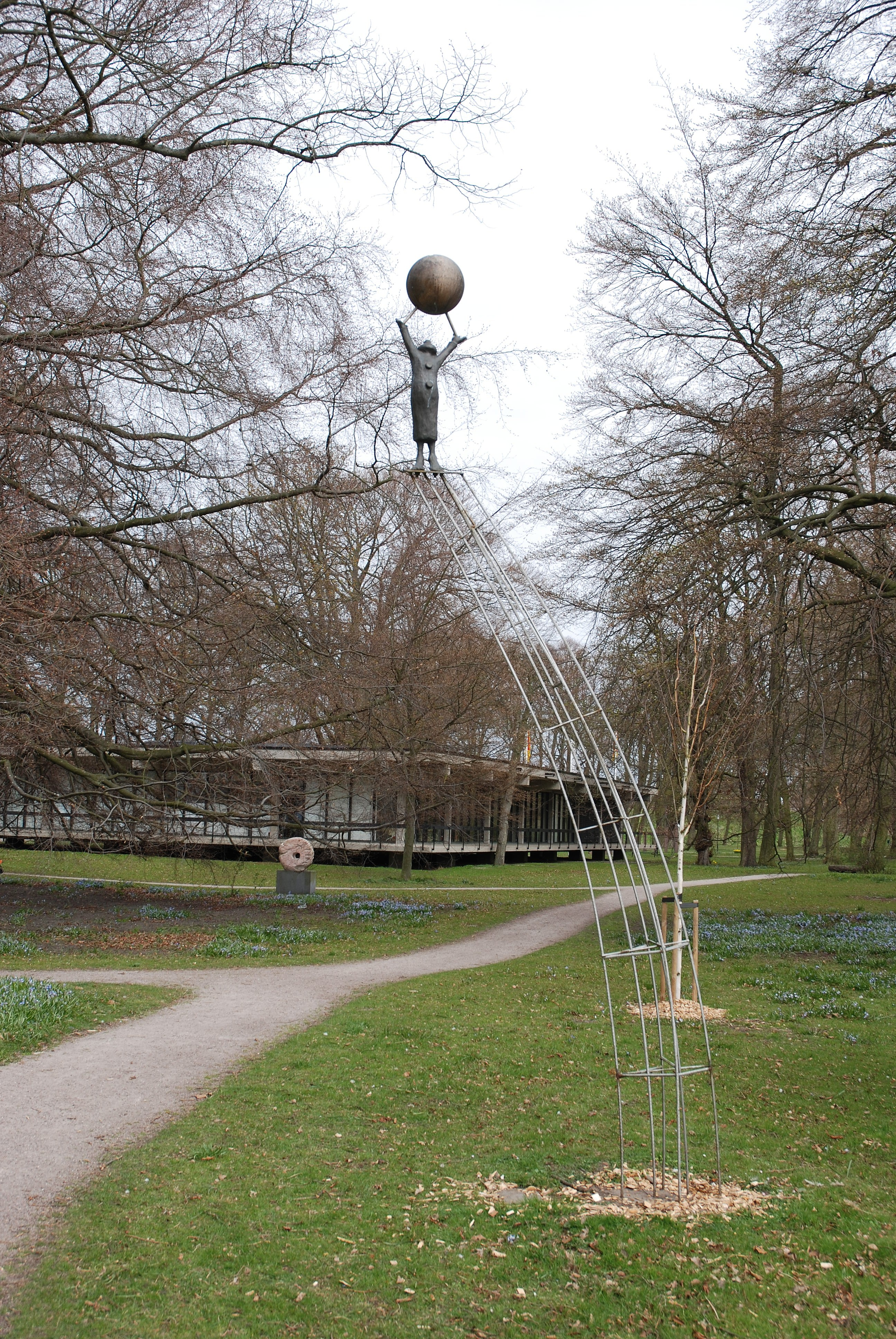
Tankens kraft von Bie Norling
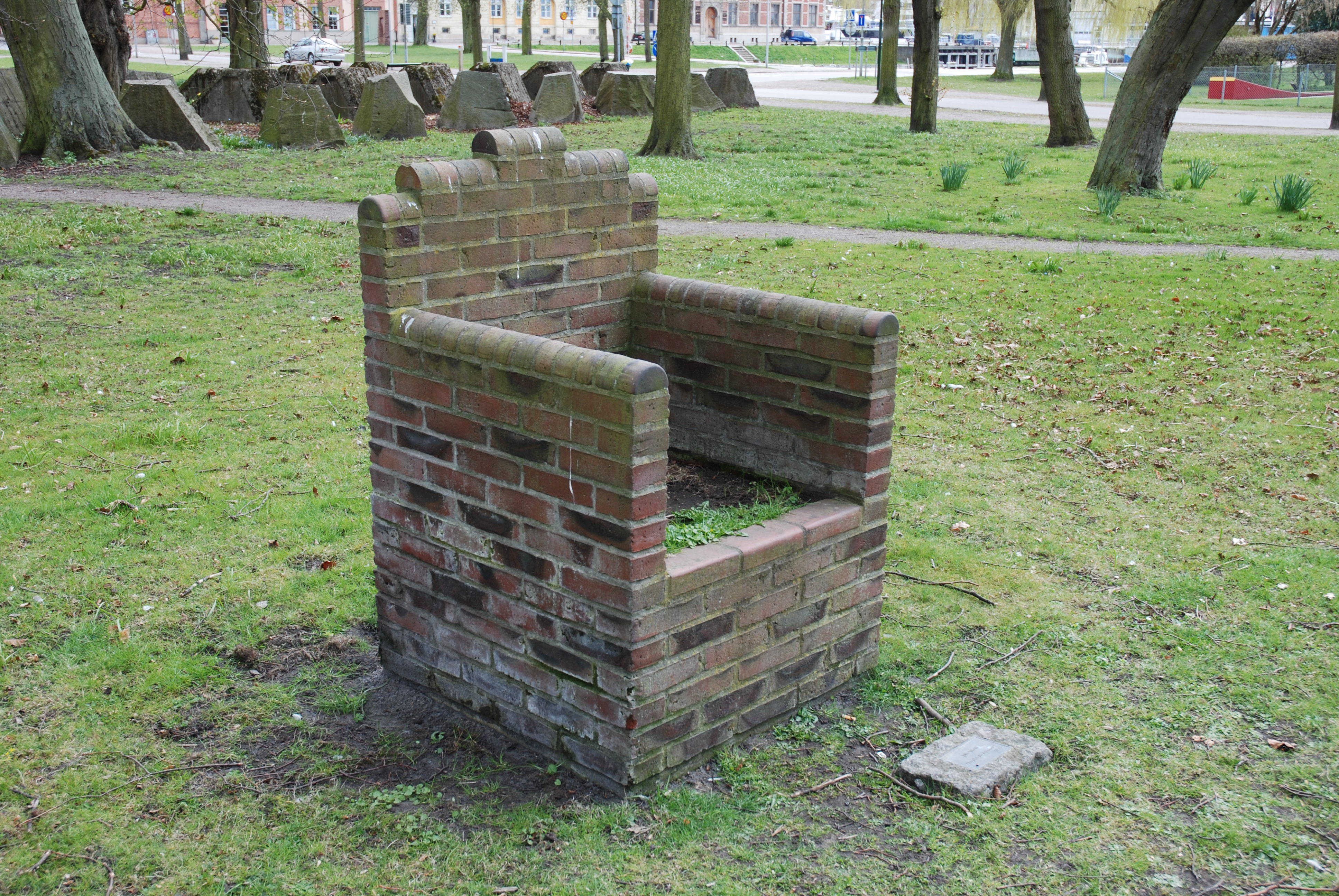
En plats för drömmar von Ulla Viotti
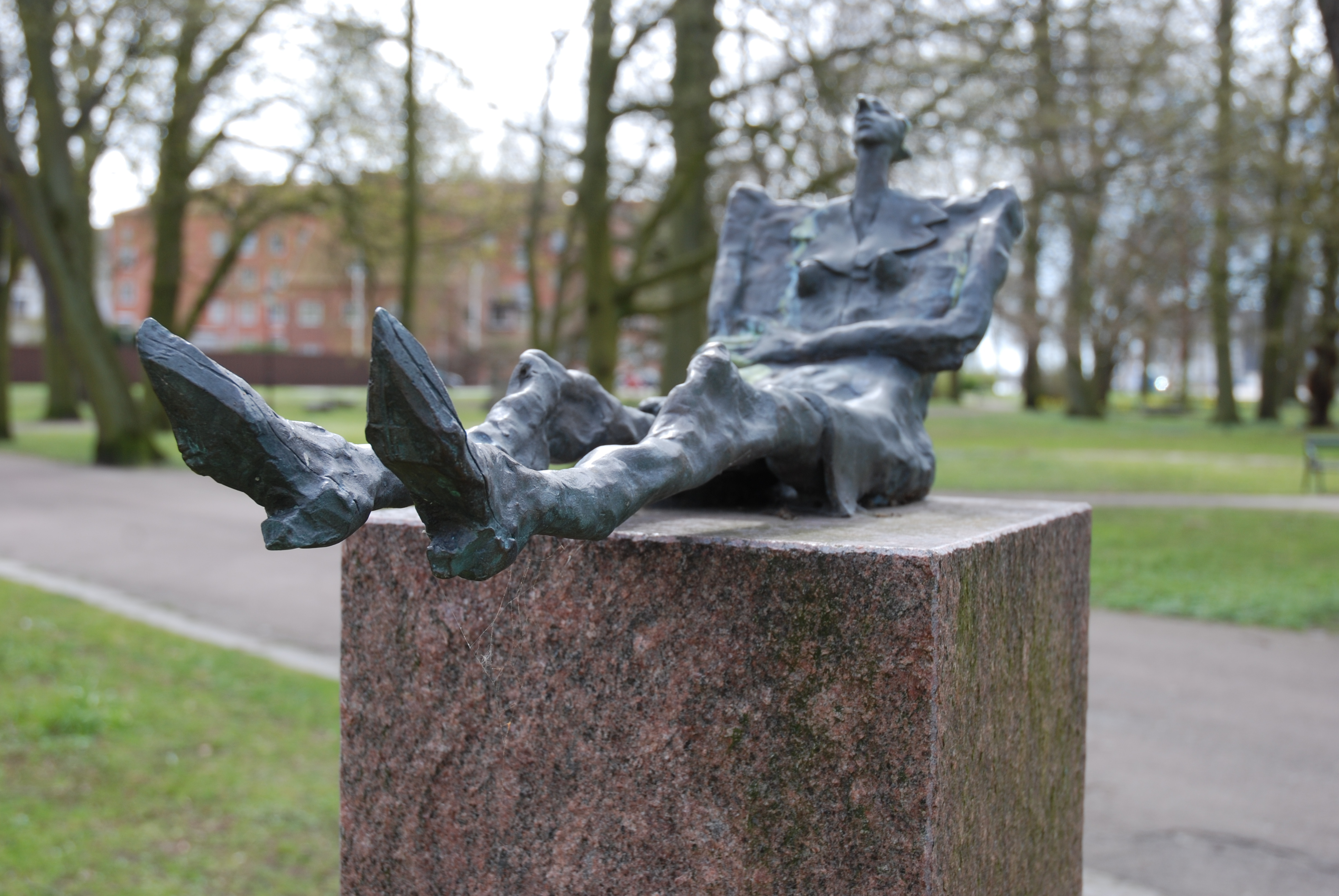
Hon och han von Jan Janczak
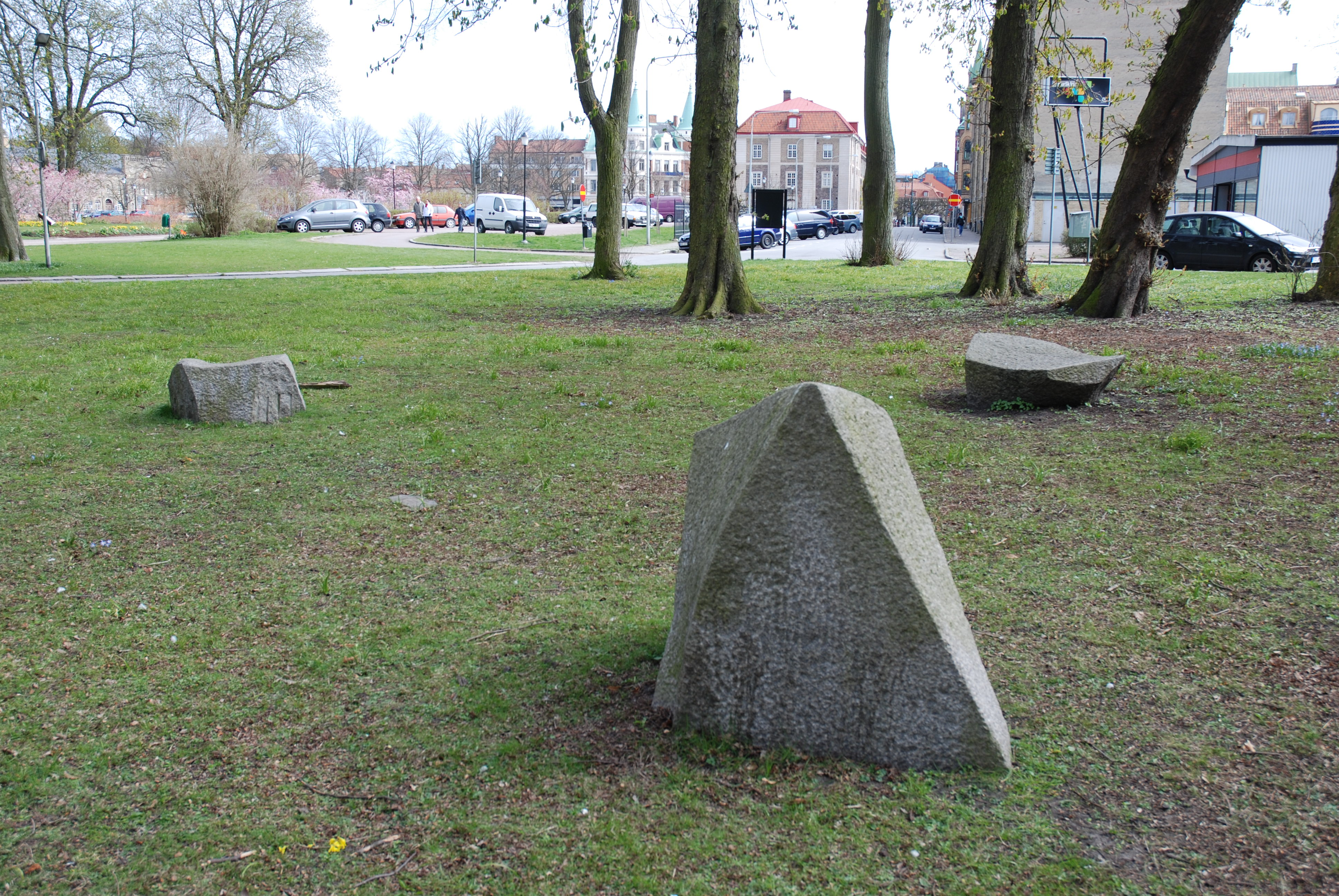
Back to the age von Lone Larsen
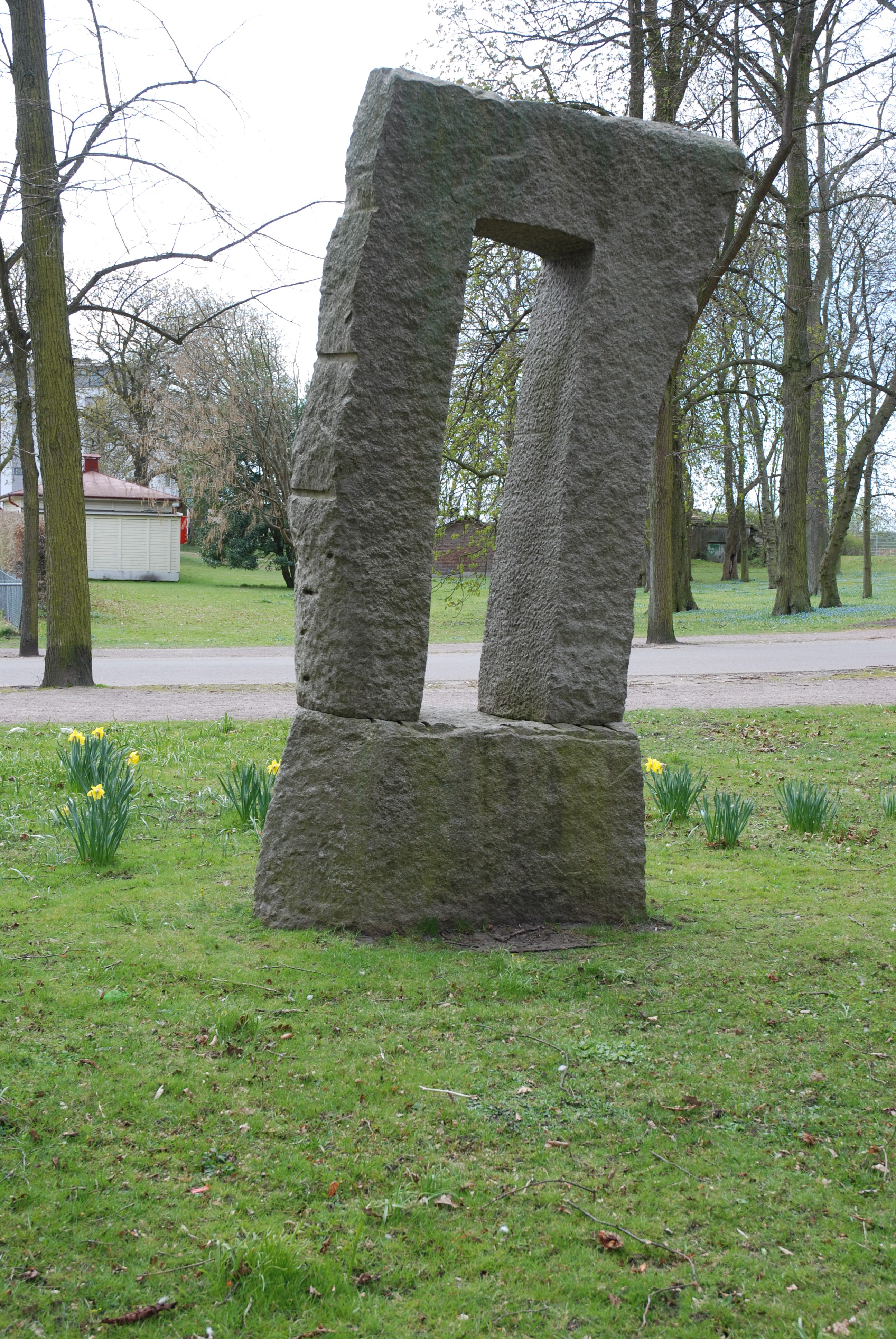
Strykjärnet von Hiroshi Koyama
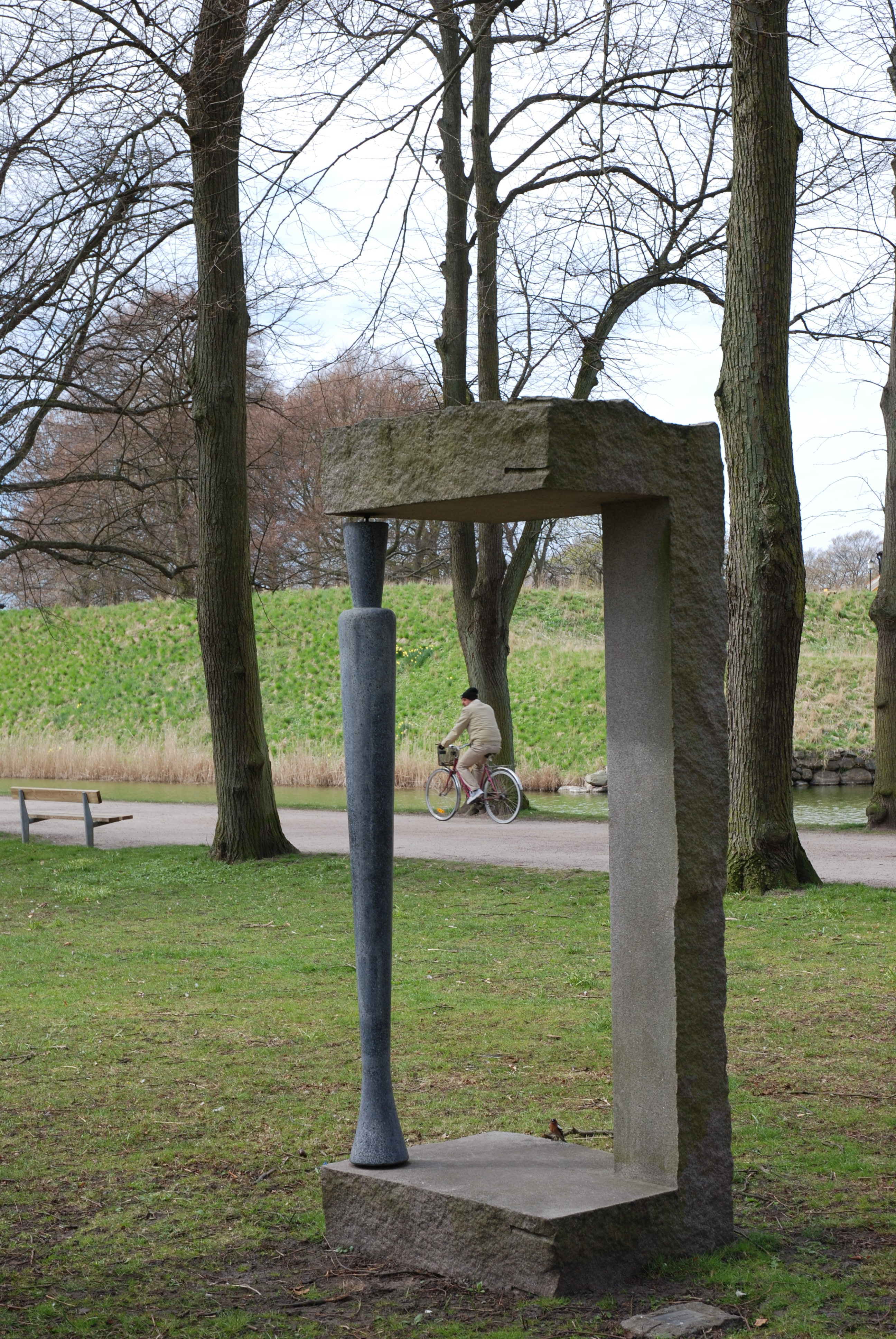
Oxymoron von Acke Hydén